# Didron
Didron var en svensk adelsätt som adlades 1649 och introducerades samma år. Ätten är sedan 1942 utslocknad. Ätten uppges härstamma från den franske adelsmannen Antoine de Idron.

## Personer med efternamnet Didron
- Johan Fredrik Didron
- Fredrik Herman Didron